# It's Not Right but It's Okay
It's Not Right, But It's Okay è un singolo del 1999 della cantante statunitense Whitney Houston, secondo singolo estratto dal suo album My Love Is Your Love. Inizialmente pensato per essere soltanto il lato B di "Heartbreak Hotel", una volta pubblicato come singolo, il brano raggiunse le vette delle classifiche Billboard Hot 100 (posizione numero 4), Billboard's Hot Dance Club Play (posizione numero 1) e Hot R&B/Hip-Hop Singles & Tracks (posizione numero 7), ottenendo anche il disco di platino. Il video del brano è stato girato da Kevin Bray. Il singolo ha superato le 10 milioni di copie vendute nel mondo.

## Tracce
1. It's Not Right, But It's Okay" (Rodney Jerkins Smooth mix)
2. It's Not Right, But It's Okay" (Rodney Jerkins Smooth instrumental)
3. It's Not Right, But It's Okay" (Thunderpuss radio mix)
4. It's Not Right, But It's Okay" (Club 69 radio mix)
5. It's Not Right, But It's Okay" (Johnny Vicious radio mix)
6. It's Not Right, But It's Okay" (Thunderpuss club mix)
7. It's Not Right, But It's Okay" (Thunderpuss 2000 dub)
8. It's Not Right, But It's Okay" (Club 69 Future club mix)
9. It's Not Right, But It's Okay" (Club 69 Future dub)
10. It's Not Right, But It's Okay" (Johnny Vicious Momentous mix)
11. It's Not Right, But It's Okay" (Johnny Vicious dub)
12. It's Not Right, But It's Okay" (KCC's Release the Love Groove mix)